# Estação de Fânzeres
Fânzeres é uma estação do Metro do Porto situada na freguesia de Fânzeres, no concelho de Gondomar. É a sétima estação de metropolitano no território gondomarense e o término actual da Linha F do Metro do Porto.

## Serviços

### Atualidade
- - Fânzeres - Senhora da Hora